# GP-25榴彈發射器
GP-25（俄语：ВОГ-25，羅馬化：GP-25 'Kostyor'，直译：「篝火」）是一系列由苏联運動及狩獵武器中央設計研究局（TsKIB SOO）研製、現在的俄罗斯KBP儀器設計廠生產的40毫米下掛型單發榴彈發射器系列，主要下掛於卡拉什尼科夫（AK）槍族，發射40毫米無彈殼榴彈。
最初版本被命名為BG-15，並且安裝在AK-74突击步枪的槍管下方。而主要生產版本，GP-25可配備不同的瞄準系統。目前最新版本是GP-34，是GP-25（GP-30）的升級版本，有著更輕、更容易量產、更容易使用和瞄準具更準據的優點。GP-25（GP-30）與GP-15的差別在於其握把，GP-15的後方小握把中央有一開孔，而GP-25（GP-30）則為實心結構。

## 歷史
從1966年開始，GP-25系列由運動及狩獵武器中央設計研究局進行研發，因為越南战争當中，美國成功地使用了類似武器（M203）而且積極發展，並取得顯著的效果。開發持續到1970年代，在1978年被苏联军隊所接納並且大規模發配至各部隊中服役，但實際上只是在1980年代期間。
西方國家是在1984年蘇聯在阿富汗戰爭期間從阿富汗聖戰者所繳獲的武器當中首次得知這件武器。無獨有偶的是，這也是AK-74首次在戰鬥中使用。
而最新的版本，GP-30於1989年首次推出，其設計的目的是為了更輕的重量和簡化的設計。和GP-25一樣，可以下掛於AK-74和AK-100系列突击步枪（AK-101、AK-102、AK-103、AK-104、AK-105、AK-107／AK-108／AK-109），並可下掛於AN-94、AEK-971／AEK-972／AEK-973、OTs-14、AK-12。

## 設計細節
GP-25系列榴彈發射器表面上有著類似於其他枪挂型榴弹发射器的外觀和發射相同的40毫米榴彈，並且使用了與德国在第二次世界大战後期開發的相同設計的高低壓系統，以減低其發射時的後座力，而無需利用火箭彈或其它無後座力類武器的後焰及後噴物以抵消後座力。
GP-25（GP-30）是一具設計簡潔的模組化榴彈發射器，其結構分別是兩個主要部分：由12條很短的右旋膛線、長度120毫米（4.72英吋）、40毫米口徑和安裝於其右側的缺口式象限測距瞄準具槍管、設計簡單的雙動式扳機連著一個方便舒適地握緊的小型空心橡膠握把的發射機座。槍管的頂部備有連接座可以直接裝上AK-47槍族的槍管（和通條）下方的刺刀座而且不需要任何工具，而本來的設計就是裝在AK-47槍族上發射。但同樣地，裝上了GP-25（GP-30）就無法同時裝上刺刀（反之亦然）。為了減少後座力，裝上GP-25（GP-30）以後可選擇在步槍槍托以上再裝上一塊緩衝墊。後方的支架可以協助使其更穩固在步槍上而不會出現鬆脫，並且裝有彈簧減震器，同樣可以減少後座力。缺口式象限測距瞄準具可以從中間的軸心以回轉的方式調整，以選擇平射彈道或長程砲擊的曲射彈道這兩種模式。
榴彈與早期型前膛枪（例如鳥銃）一樣，是通過槍口裝入槍管內（前裝式設計），當武器瞄準到目標以後，射手扣下雙動式扳機即可把榴彈發射出去。擊發時，擊針會撞向榴彈底部的底火帽，令榴彈本身內部的硝化纤维裝藥引發。榴彈底部發出正在增加中的高熱量壓縮气体會產生一種力把榴彈沿著槍管推出槍口，並在同一時間帶來驅動力的能量會傳到12條膛線的溝槽中。榴彈沿着膛線作螺旋發射並使榴彈能更穩定、更精準地射向目標。如果要將裝填好的榴彈取出的話，按下槍管後端左側的拋殼鈕，推動內部的退殼桿，便可讓榴彈從槍口滑出。
每根槍管的壽命大約是400發榴彈。
GP-30是GP-25的改進型，最大區別是移除了握把後方的支架（但亦可按照客戶的需要而重新裝上），重新設計一個新型設計的瞄準具以提升操作性和耐用性，另外槍管上比GP-25多一個環型防滑紋（總共4個）。
最新的版本，GP-34（俄罗斯国防部火箭炮兵装备总局代號：／）具有以下優點：
- 可靠性：它是專門為卡拉什尼科夫突擊步槍而設計和測試，適合直接裝上這系列的突擊步槍而無需裝上任何適配器或是將護木拆卸下來。[1]
- 提高了安全性：由於使用改進型擊發機構，這是100％不會故障。設計可以防止彈藥在槍管內移動或掉落，即使槍口指向地面。GP-34具有一個額外的機構（擊針保險桿），以提高在裝填過程中的安全性。[1]

## 彈藥
GP-25系列榴彈發射器發射一系列的特殊40毫米無彈殼榴彈彈藥。這種榴彈的特色是它並沒有彈殼，而是直接把發射藥裝填在彈體內部。發射藥引燃之後燃燒氣體就會從彈體尾部噴射出來，飛行原理比較類似火箭彈。
原本主要使用榴彈就是VOG-15破片榴彈。後來這種榴彈被一種以钢包覆的VOG-25（俄罗斯国防部火箭炮兵装备总局代號：／）破片榴彈所取代了。這是彈尖部分上覆蓋著鋼材，碎片擴散可達半徑5公尺（5.47 码，16.4英尺）。此兩種榴彈皆由本身推進火藥來發射。
後來還可以使用能夠“跳炸”的VOG-25P（俄語：ВОГ-25П，俄罗斯国防部火箭炮兵装备总局代號：／）榴彈，當榴彈的前端部份受到撞擊時先引爆了在引信部內增加的拋射藥柱，使榴彈上拋約0.5至1.5公尺（0.55—1.64 码，1.64—4.92英尺）的空中時，再由延遲引信引爆其彈頭。
還有，也可以使用煙霧榴彈—最初這種榴彈被稱為GRD-40（俄語：ГРД-40）。現在有一系列的煙霧榴彈設計用於在不同的距離，分別是：GRD-50、GRD-100和GRD-200在50、100和200公尺的距離使用。它們能夠產生20立方米的煙霧並且在高達5米每秒的大風中持續一分鐘不會消散。
GP-25系列使用的CS催淚性毒氣榴彈則被稱為格沃茲德（俄語：Гвоздь），而防暴用途的木棍榴彈和橡膠榴彈也可以提供和使用。
GP-25系列所使用的榴彈也可以給俄罗斯製造的RG-6（俄語：РГ- 6）、RGM-40（俄語：РГМ-40）和保加利亞製造的榴彈發射器的6發旋轉彈巢使用。但是，同樣由俄羅斯製造的AGS-17系列自動榴弹发射器的榴彈彈殼直徑為30毫米，因此GP-25系列所使用的榴彈和AGS-17系列所使用的榴彈並不兼容。

### 榴彈
- 備炸保險絲安全飛行距離：10—40公尺（10.94—43.74码，32.81—131.23英尺）
- 引信自毀時間：14—19秒
- VOG-25的規格：
  - 重量：250克（8.82盎司，0.55磅）
  - 彈頭：A-IX-1炸藥，48克（1.69盎司，0.11磅）
- VOG-25P的規格：
  - 重量：278克（9.81盎司，0.61磅）
  - 彈頭：TNT炸藥，37克（1.31盎司，0.08磅）
- GRD-50／100／200的規格：
  - 重量：265克（9.35盎司，0.58磅）
  - 彈頭：炸藥不明，90克（3.17盎司，0.2磅）

## 使用國
- 阿富汗伊斯蘭酋長國
- 阿尔及利亚
- 亞美尼亞—繼承自前蘇聯的GP-25。
- —繼承自前蘇聯的GP-25。
- 白俄羅斯—繼承自前蘇聯的GP-25及購自俄羅斯的GP-34。
- 不丹
- 巴西
- 保加利亚—本土生產，命名為UBGL[3]和UBGL-1[4]。
- 賽普勒斯
- 爱沙尼亚—繼承自前蘇聯的GP-25，目前已退役。
- —繼承自前蘇聯的GP-25。
  - 喬治亞武裝部隊[5][6]
- 印度
- 伊拉克
- —繼承自前蘇聯的GP-25。
- —繼承自前蘇聯的GP-25。
- 拉脫維亞—繼承自前蘇聯的GP-25，目前已退役。
- 利比亞
- 立陶宛—繼承自前蘇聯的GP-25，目前已退役。
  - 立陶宛武裝部隊[7]
- 摩尔多瓦—繼承自前蘇聯的GP-25。
- 纳米比亚
- [8]
- 尼加拉瓜
- 北馬其頓
- 巴基斯坦
- 巴拿马
- 俄羅斯—繼承自前蘇聯的GP-25及獨立後開發的GP-30和GP-34。[9]
- 沙烏地阿拉伯
- 塞爾維亞：本土生產。
- [10]
- 叙利亚
- —繼承自前蘇聯的GP-25。
- —繼承自前蘇聯的GP-25。
- 乌克兰[9]—繼承自前蘇聯的GP-25，目前仍廣泛使用。
- —繼承自前蘇聯的GP-25。

### 前使用國
- 阿富汗
- 顿涅茨克人民共和国
- 卢甘斯克人民共和国
- 苏联
- 南斯拉夫社會主義聯邦共和國：本土生產。

## 流行文化
GP-25榴彈發射器系列同時出現在电影、电視劇和电子游戏裡，例如：

### 電影
- 2002年—《反恐戰線》：型號為GP-25，下掛於AKMS及AK-74M並且由俄軍戰俘艾雲·葉爾馬科夫、約翰和車臣叛軍所使用。
- 2005年—：型號為GP-25和GP-30：
  - GP-25下掛於AKS-74並且由波格列布尼亚克準尉（Khokol Pogrebnyak，費多爾·邦達爾丘克飾演）和阿發那西（Afanasiy，德米特裡·穆哈馬傑夫飾演）所使用。
- 2008年—：型號為GP-25，下掛於AKM並且由部落戰士所使用。
- 2009年—《八月戰事》：型號為GP-25，下掛於AKMS並且由格魯吉亞軍士兵所使用。
- 2010年—：型號為GP-30，下掛於AKS-74，掛在麥奎迪家的軍火庫牆壁上。
- 2012年—《穿越火線》：型號為GP-25，下掛於AKM和AK-74M上並且由俄軍士兵以及格魯吉亞軍士兵所使用。
- 2013年—：型號為GP-25，下掛於AKM上並且由卡特爾成員所使用。
- 2014年—：型號為GP-25，下掛於AK步槍上並且由索馬里民兵所使用。
- 2016年—：型號為GP-30，下掛於一枝被主角亨利奪取的AK-103上，在步槍彈盡後以其近距離轟殺敵人。

### 電視劇
- 1997年—《星際奇兵：SG-1》：2003年1月15日第6季第16集（播出順序為第126集）“變形記”（英語：Metamorphosis），型號為GP-25，下掛於84式自動步槍並且由謝爾蓋·夏那安奴中校（Sergei Evanov，拉烏爾·加涅夫飾演）所使用。
- 2002年—《末世黑天使》：2001年10月26日第2季第4集（播出順序為第26集）“雷達的愛”（英語：Radar Love），型號為GP-25特裝版本，裝上不銹鋼管狀槍托和裝在頂部的導軌，並且由人頭獅身蠍尾獸生物化學家西里爾（Cyril，費多爾·邦達爾丘克飾演）用以發射生化劑榴彈。
- 2012年—：型號為GP-25，於第7和第8集下掛於科索沃和車臣武裝份子的Vz.58突擊步槍。

### 電子遊戲
- 2001年—：型號為GP-25，下掛於AK-74，由蘇聯軍隊所使用。
- 2002年—《美國陸軍》：型號為GP-30，下掛於AK-103。
- 2005年—：型號為GP-25和GP-30：
  - GP-25奇怪地下掛於56式自動步槍（遊戲中命名為“AK-47”）並且由中國人民解放軍的突擊兵所使用。
  - GP-30下掛於AK-101並且由中東聯盟、俄羅斯特種部隊、中東反抗軍和俄羅斯叛軍的突擊兵所使用。
- 2005年—：型號為GP-25，奇怪地下掛於56式自動步槍（遊戲中命名為“AK-47”）並且由中東聯盟的突擊兵所使用。
- 2005年—《真實計劃》：型號為GP-25，可發射高爆彈和煙霧彈：
  - 下掛於AK-47並且由伊拉克叛軍、民兵和塔利班所使用。
  - 下掛於AK-74M並且由俄羅斯軍隊所使用。
- 2006年—：型號為GP-25，下掛於AK-74。
- 2007年—及重製版：型號為GP-30，命名為「GP-25」，奇怪地裝填40×46毫米榴彈且重新裝填時需把彈殼倒出（重製版中把榴彈的模型修正為VOG-25，且取消了原本重新裝填時把本身不應存在的彈殼倒出來的錯誤動作），最高攜彈量為10發（戰役模式）和1發（聯機模式），只能對應在AK-47和AKS-74U（僅出現在SAS軍火庫當中，玩家無法使用）上。戰役模式中由俄罗斯聯邦政府軍、極端民族主義黨武裝份子和中東某國叛軍所使用。
- 2007年—：型號為GP-25，下掛於AKS-74（遊戲中命名為《Akm-74/2》）和OTs-14-4A（遊戲中命名為《Tunder S14》）。
- 2007年—《冲突世界》：型號為GP-25，下掛於AK-47並由被蘇軍士兵所使用。
- 2008年—：型號為GP-30，下掛於AEK-971和AN-94。
- 2008年—：型號為GP-30，下掛於AK-102和AN-94。
- 2008年—：型號為GP-25，下掛於AKS-74（遊戲中命名為《Akm-74/2》）和OTs-14-4A（遊戲中命名為《Tunder S14》）。
- 2009年—：型號為GP-25，下掛於AK-74和AK-107。
- 2009年—：型號為GP-25，奇怪地下掛於81-1式自动步枪，為中国人民解放军陣營武器之一。
- 2009年—及重製版：型號為GP-30，錯誤地命名為「GP-25」，奇怪地裝填40×46毫米榴彈，且重新裝填時需把彈殼倒出（重製版中把榴彈的模型修正為VOG-25，且取消了原本重新裝填時把本身不應存在的彈殼倒出來的錯誤動作），最高攜彈量為10發（戰役模式）和1發（聯機模式），只能對應在AK-47上。戰役模式中由俄羅斯極端民族主義黨武裝力量、阿富汗叛軍和巴西武裝團匪所使用。
- 2010年—：型號為GP-30，下掛於AEK-971和AN-94。
- 2010年—：型號為GP-30，命名為「GP-25」，奇怪地會於1960年代出現而且裝填40×46毫米榴彈，且重新裝填時需把彈殼倒出，最高攜彈量為10發（戰役模式）和2發（聯機模式），只能對應在AK-47和加利爾上。戰役模式之中由蘇聯軍隊、越南人民军、沃爾庫塔囚犯、美國中央情报局特別活動部和越南南方民族解放陣線所使用；聯機模式之中以3,000點解鎖。
- 2010年—《2010》：型號為GP-25，最高攜彈量為3發，下掛於AK-47，只能在聯機模式使用。
- 2010年—：型號為GP-25，下掛於AK-47，奇怪地會在1974年出現。
- 2011年—：型號為GP-30，遊戲內設定為M320下掛於俄羅斯系武器（AK-74、AEK-971和AN-94）時的版本。除外觀和動畫不同以外，其餘相同。
- 2011年—：型號為GP-30，命名為「GP-25」，奇怪地裝填40×46毫米榴彈，且重新裝填時需把彈殼倒出，最高攜彈量為10發（戰役模式）和1發（聯機模式），只能對應在AK-47上。戰役模式中由俄羅斯極端民族主義黨武裝力量、非洲民兵、「同心圓」恐怖組織、141特遣隊和前俄羅斯抵抗力量所使用；聯機模式之中於等級8解鎖；生存模式之中於等級28解鎖，價格為$1,500。
- 2012年—：型號為GP-30，命名為「GP-25」，奇怪地裝填40×46毫米榴彈，而且重新裝填時需把彈殼倒出，最高攜彈量為10發（戰役模式）和1發（聯機模式），只能對應在AN-94、AK-47和加利爾。聯機模式之中於等級16解鎖。
- 2013年—：型號為GP-30，遊戲內設定為M320下掛於俄羅斯及中國系武器（AK-12、AEK-971、AN-94和QBZ-95-1）時的版本。除外觀和動畫不同以外，其餘相同。
- 2014年—《叛亂（英语：Insurgency (video game)）》：型號為GP-25，下掛於AKMS上。
- 2015年—《戰術小隊》：型號為GP-25，下掛於AKM、AK-74和AK-74M。
- 2017年—《黑色小队 (Black Squad) （页面存档备份，存于）》
- 2017年—
- 2018年—《叛亂：沙漠風暴》：型號為GP-25，下掛於AKM和AK-74。
- 2019年—：型號為GP-25，下掛於AK-47及AK-12。戰役模式中由巴可夫的俄軍部隊、烏茲克斯坦解放軍及阿蓋塔拉武裝份子所使用。聯機模式中作為“AK-47”的改裝配件登場。
- 2022年—《決勝時刻：現代戰爭II 2022》：登場作AK平台步槍的改裝配件之一。

## 圖集

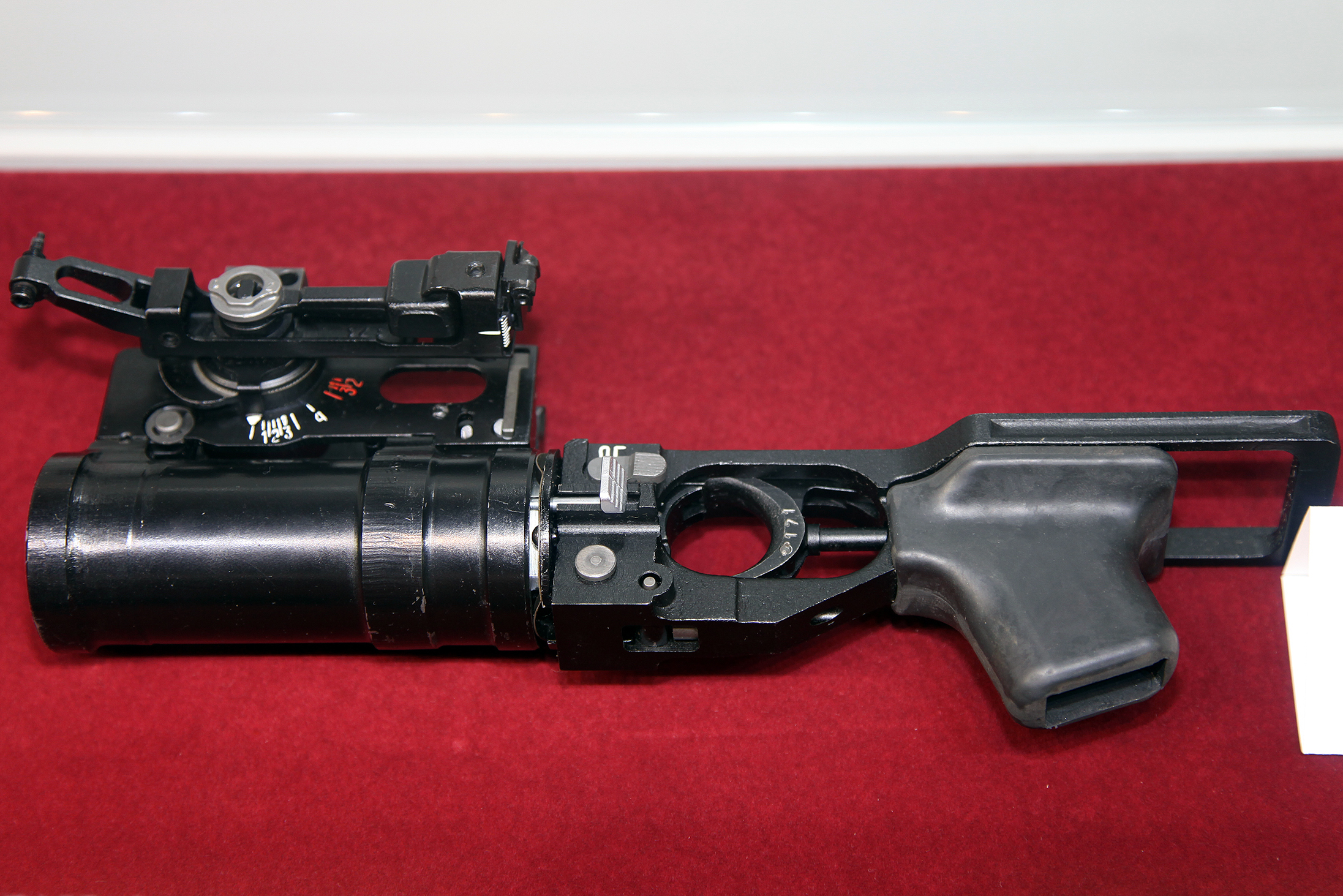
在圖拉國家武器博物館上展出的GP-25榴彈發射器
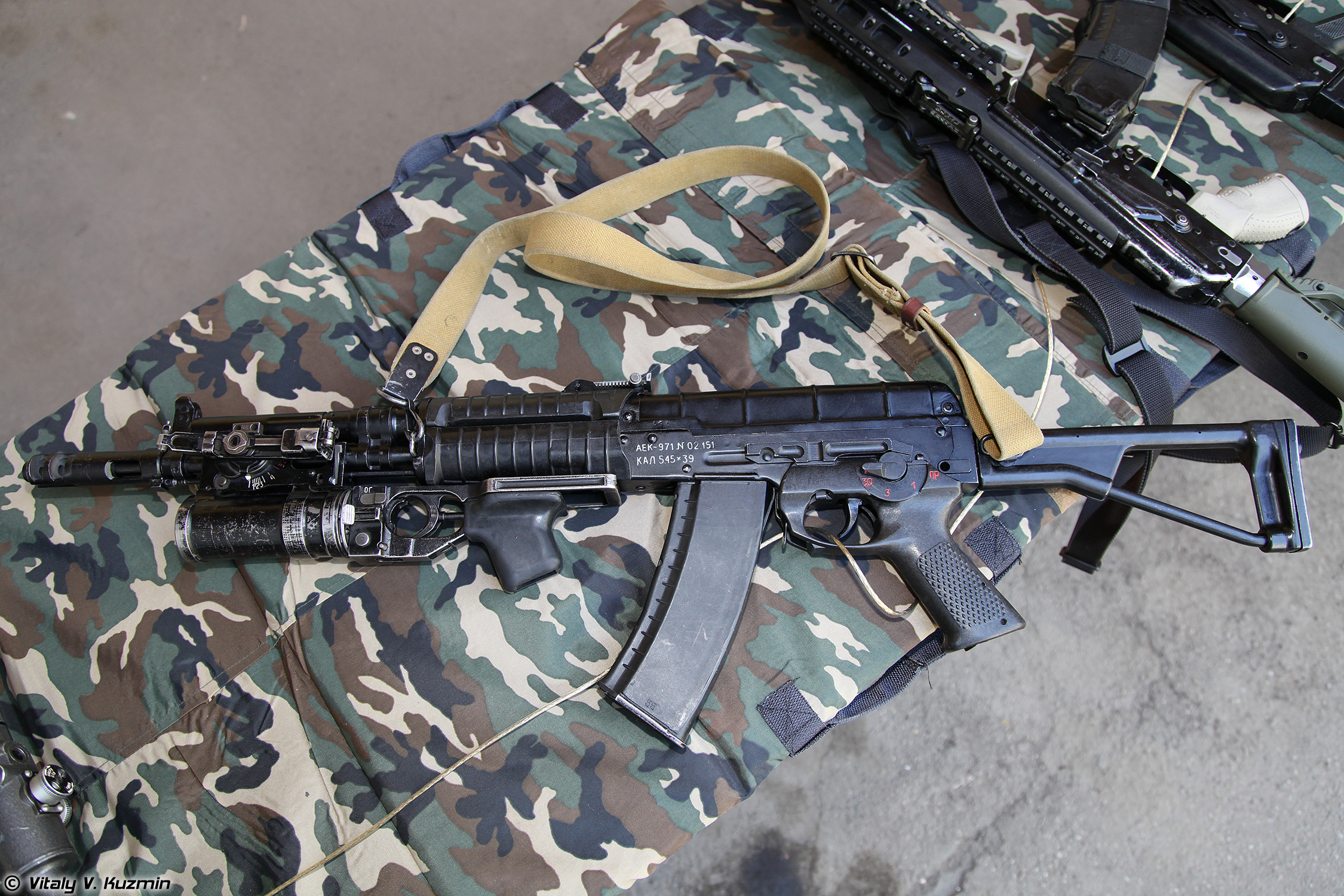
裝上了GP-25的AEK-971
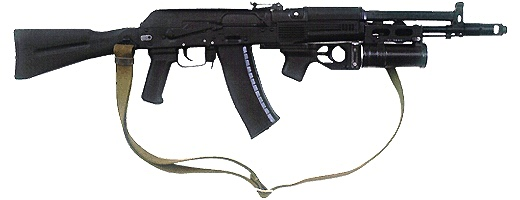
裝上了GP-25的AK-107
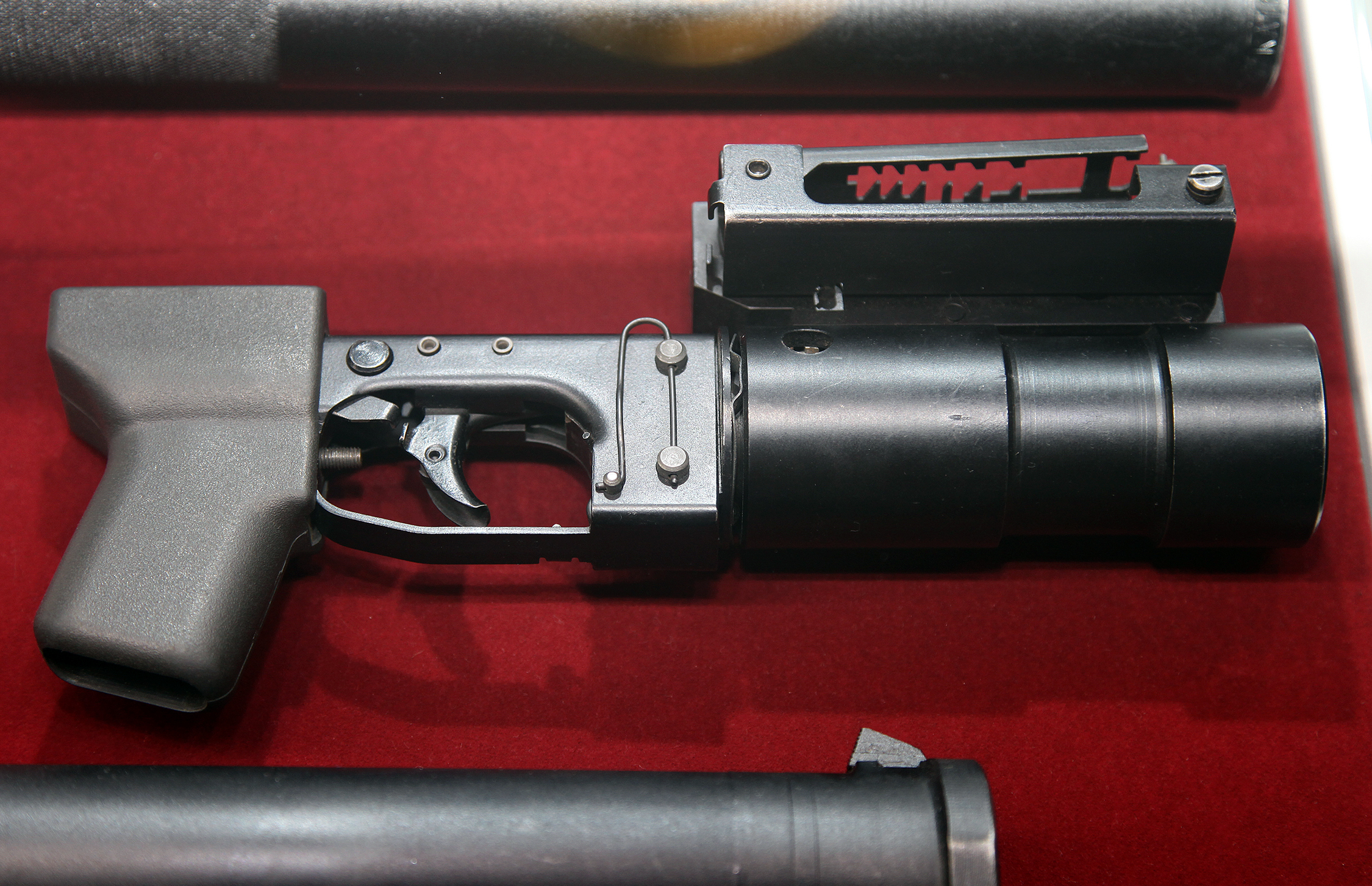
在圖拉國家武器博物館上展出的GP-30榴彈發射器
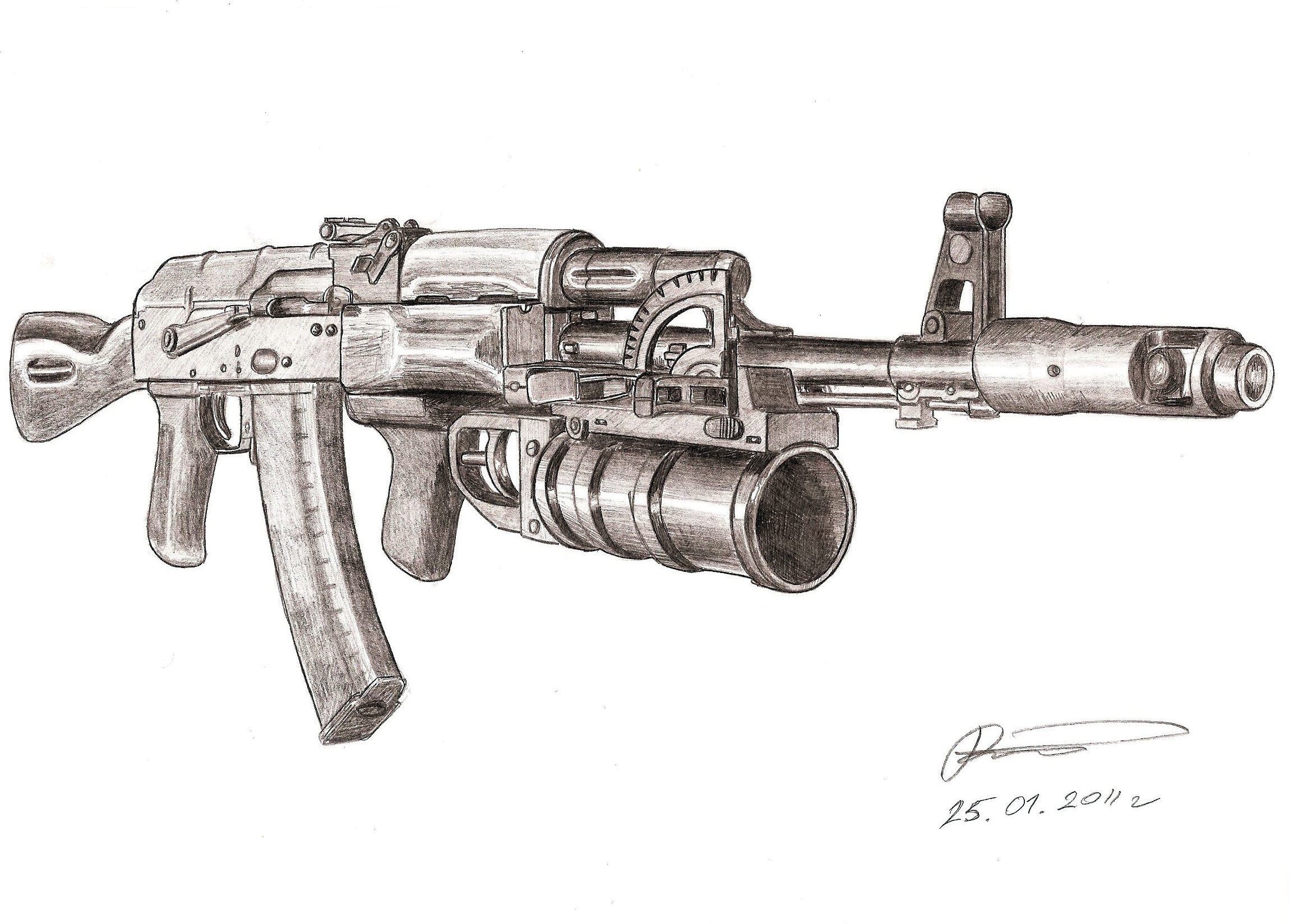
裝上了GP-30的AK-74
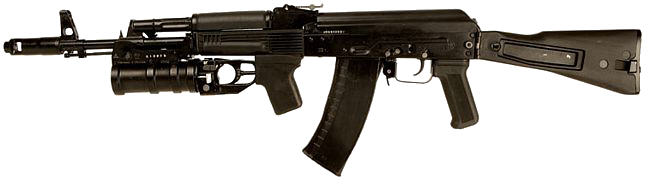
裝上了GP-30的AK-74M
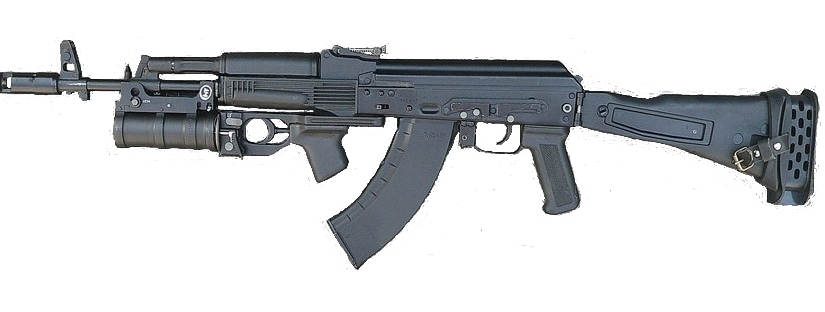
裝上了GP-34的AK-103
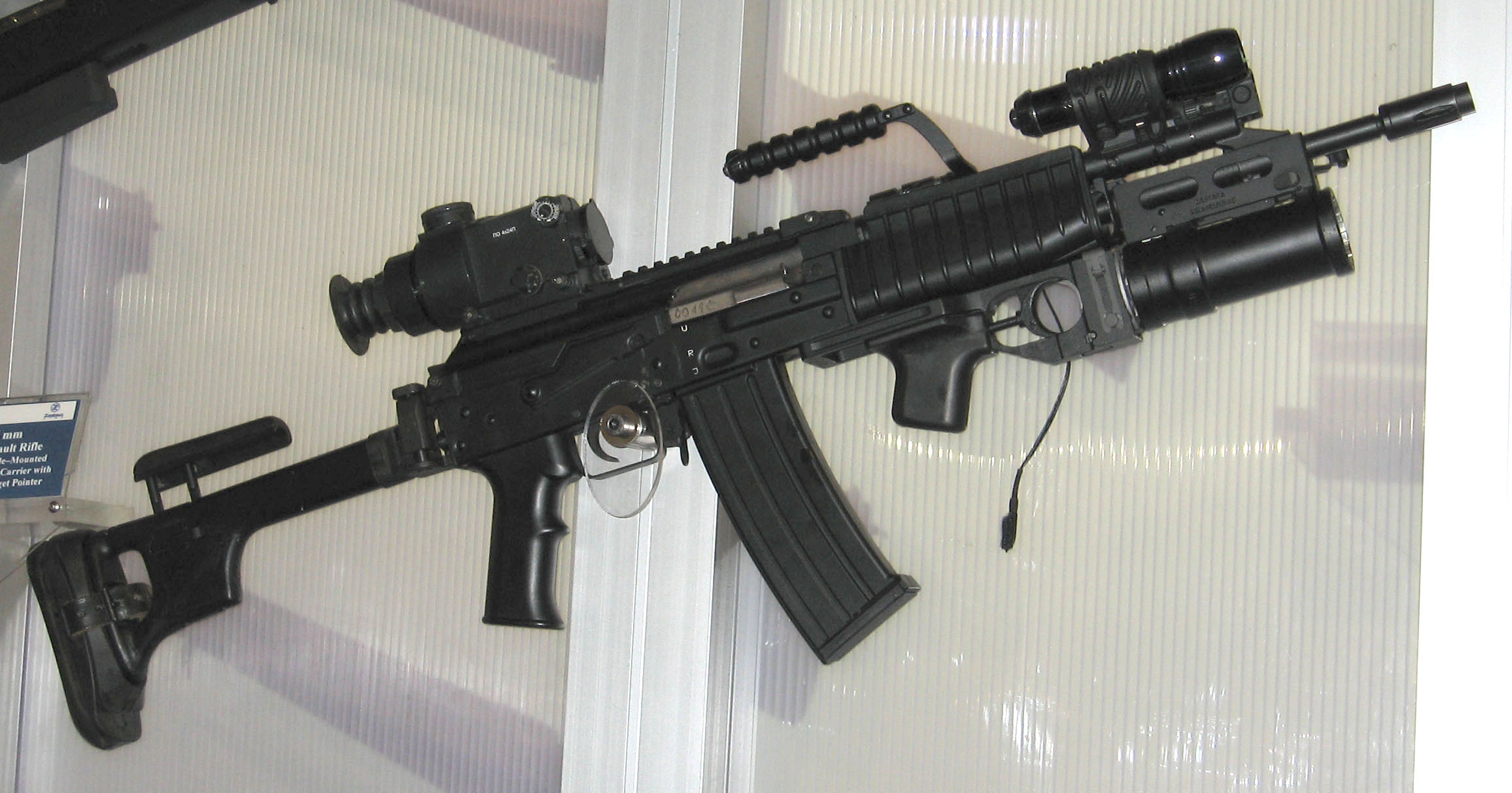
裝上了仿製的GP-25、提把、瞄準鏡的M21S（短槍管卡賓槍型）

## 外部連結
- （英文）—Modern Firearms—GP-25 and GP-30 underbarrel grenade launcher （页面存档备份，存于）
- （英文）—Weapon.ge—GP-25 / GP-30 （页面存档备份，存于）
- （英文）—YouTube上的IZHMASH Presentation: GP-34
- （俄文）—KBP官方網站 （页面存档备份，存于）
- （英文）—Kalashnikov Concern－GP-34
- （英文）—Tulsky Oruzheiny Zavod site
- （英文）—Underbarrel Grenade launcher UBGL／UBGL-1
- （英文）—40mm GP-30 underbarrel grenade launcher deactivated
- （英文）—EnemyForces.com—Underbarrel grenade charger GP- 30 （页面存档备份，存于）
- （英文）—Military, Security and Civilian Guns and Equipment—GP-25 / GP-30 GL （页面存档备份，存于）
- （英文）—Zonawar.ru—GP-25 and GP-30 underbarrel grenade launchers
- （英文）—weaponsystems.net－GP-25
- （俄文）—The GP25 underbarrel grenade launcher
- （俄文）—Differences between GP-25, GP-30, GP-30M and GP-34
- （简体中文）—D Boy Gun World（槍炮世界）—
  - GP-25枪挂式榴弹发射器 （页面存档备份，存于）
  - GP-30枪挂式榴弹发射器 （页面存档备份，存于）
  - GP-30M枪挂式榴弹发射器 （页面存档备份，存于）
  - VOG-25杀伤榴弹 （页面存档备份，存于）

1. ↑  [] 错误：Template:Lang-xx：无文本（帮助）